# Acroceuthes
Acroceuthes är ett släkte av fjärilar. Acroceuthes ingår i familjen vecklare.
Kladogram enligt Catalogue of Life:
| Acroceuthes | \| \| Acroceuthes metaxanthana \| \| \| \| \| \| Acroceuthes projectana \| \| \| \| \| \| Acroceuthes trajectana \| \| \| \| |
|             | \| \| Acroceuthes metaxanthana \| \| \| \| \| \| Acroceuthes projectana \| \| \| \| \| \| Acroceuthes trajectana \| \| \| \| |
|             | Acroceuthes metaxanthana |
|             | |
|             | Acroceuthes projectana |
|             | |
|             | Acroceuthes trajectana |
|             | |

## Bildgalleri

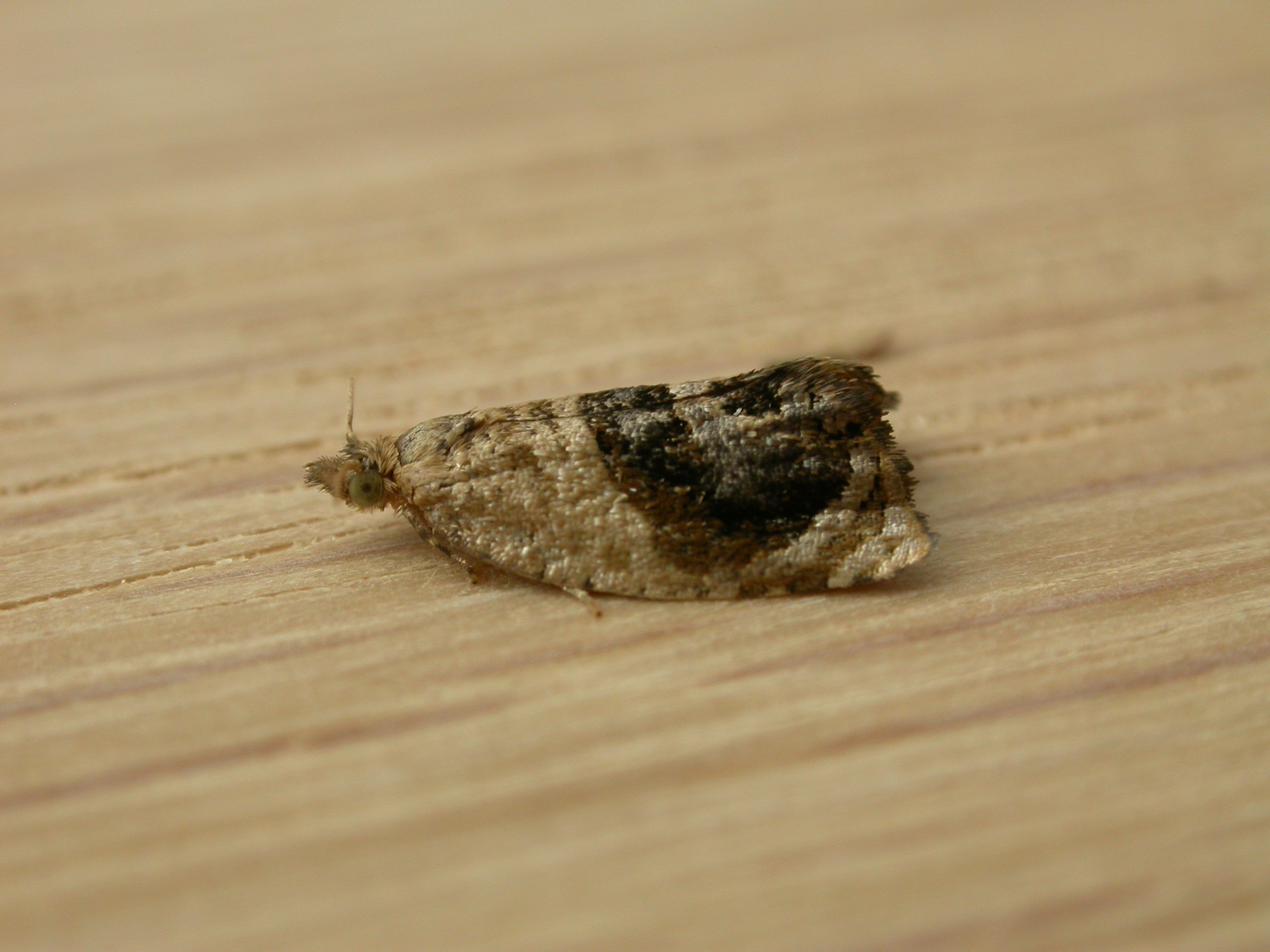
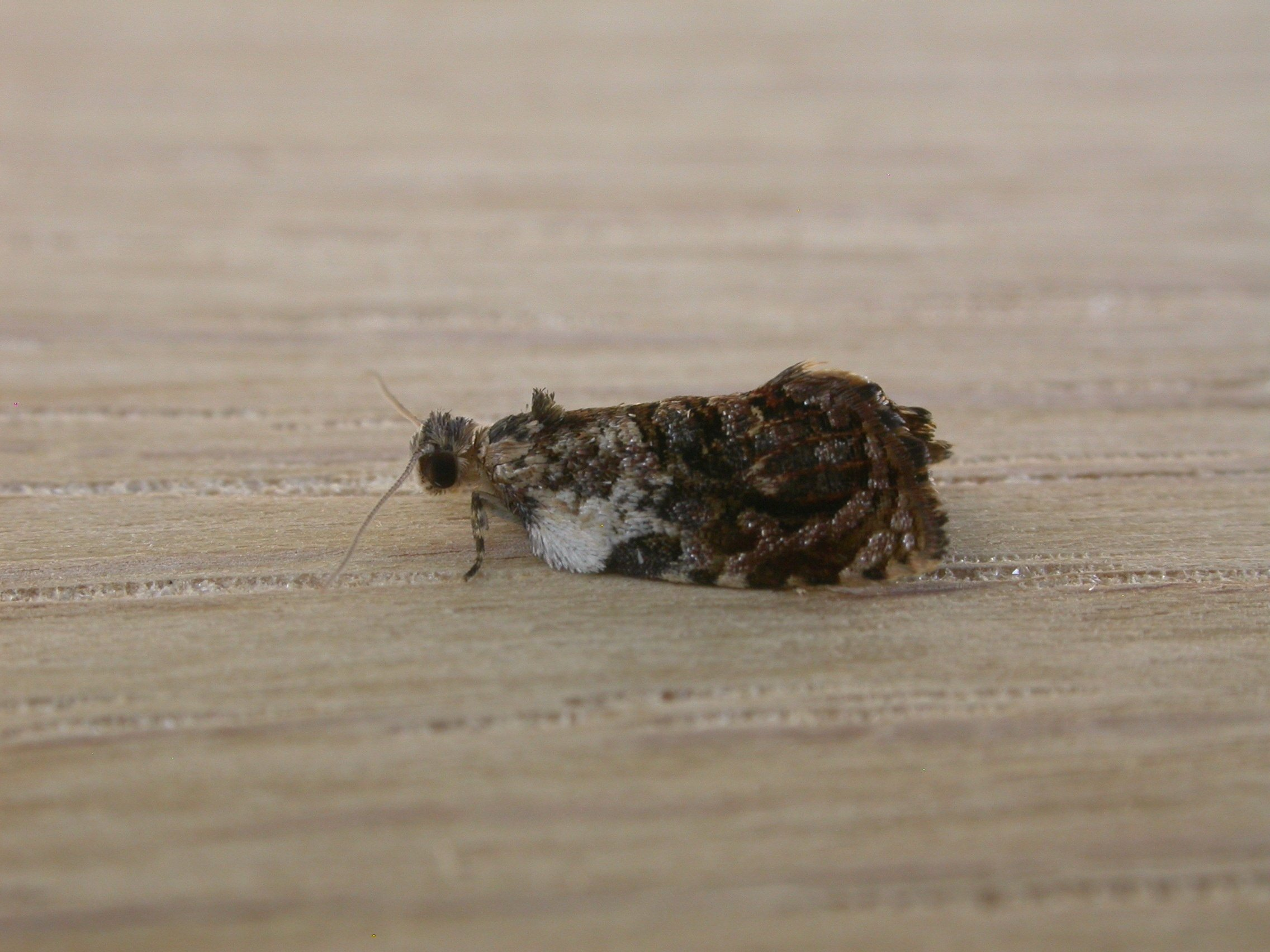
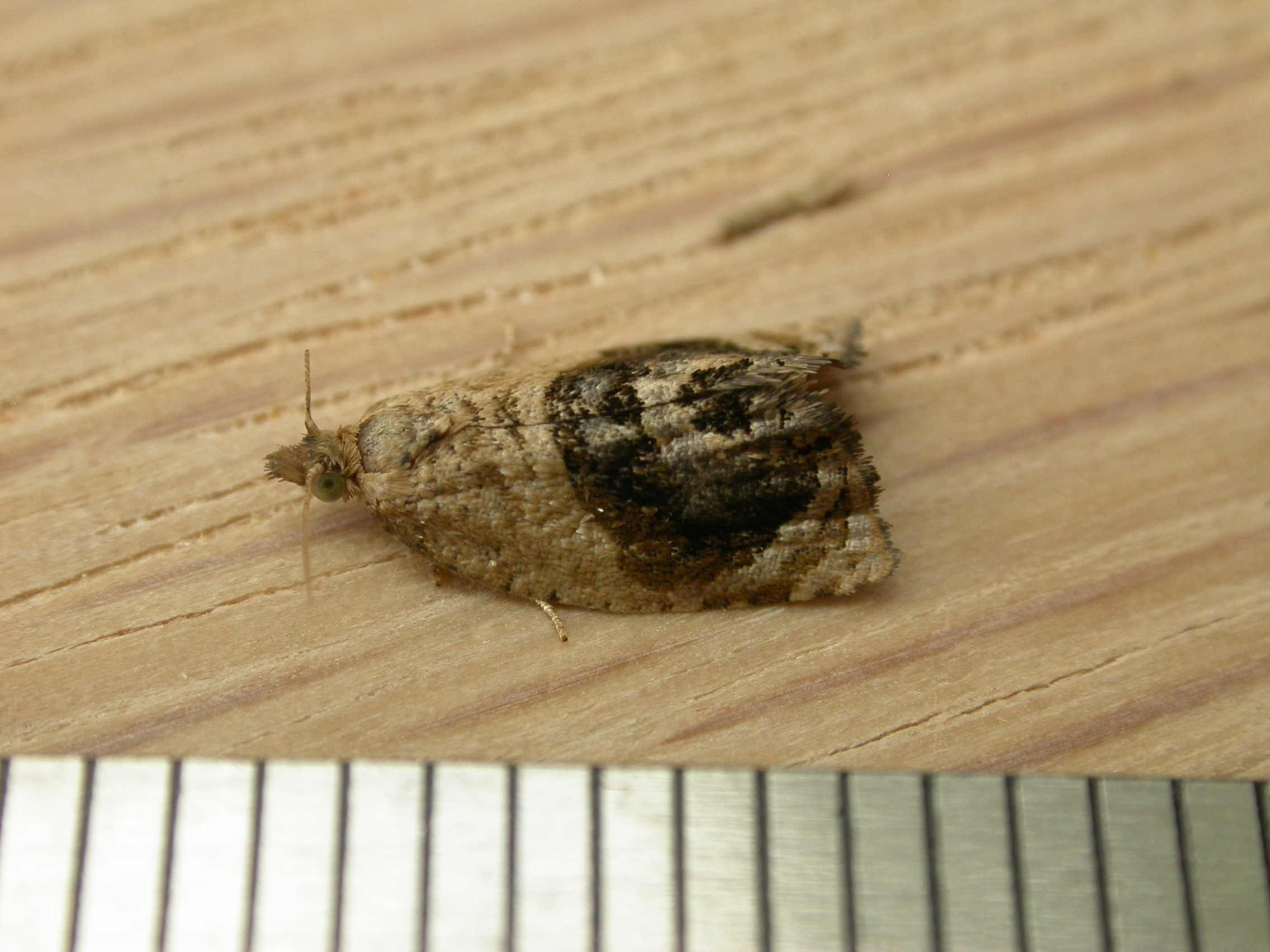
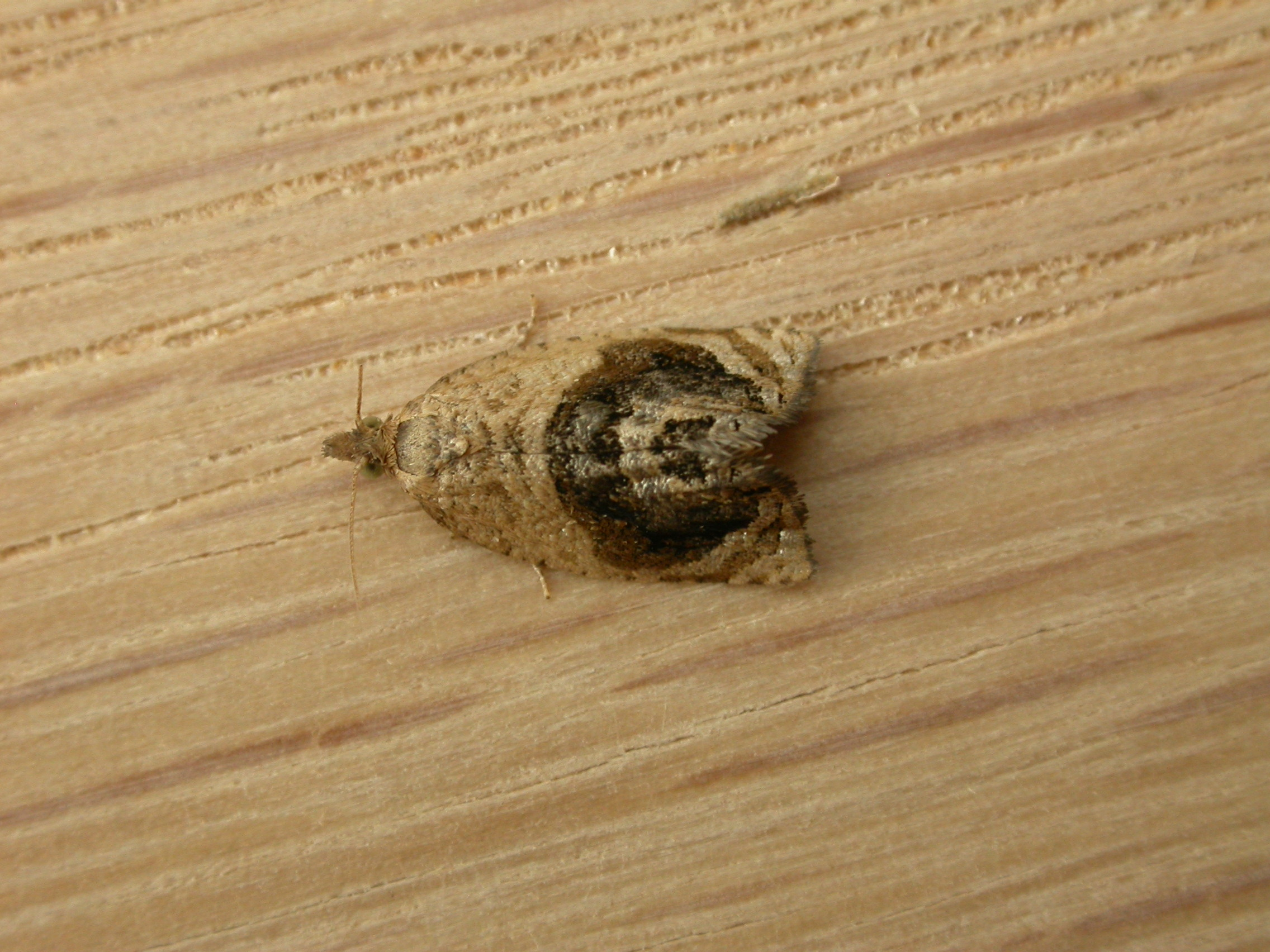
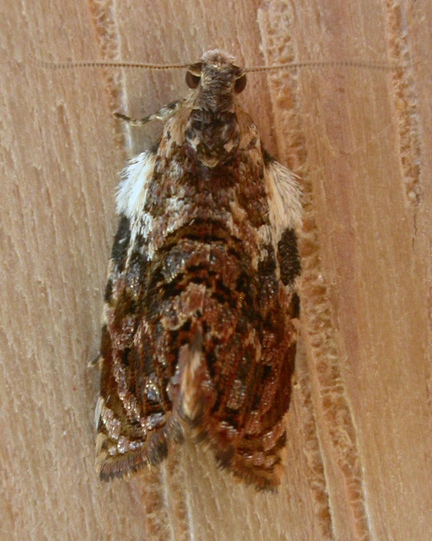
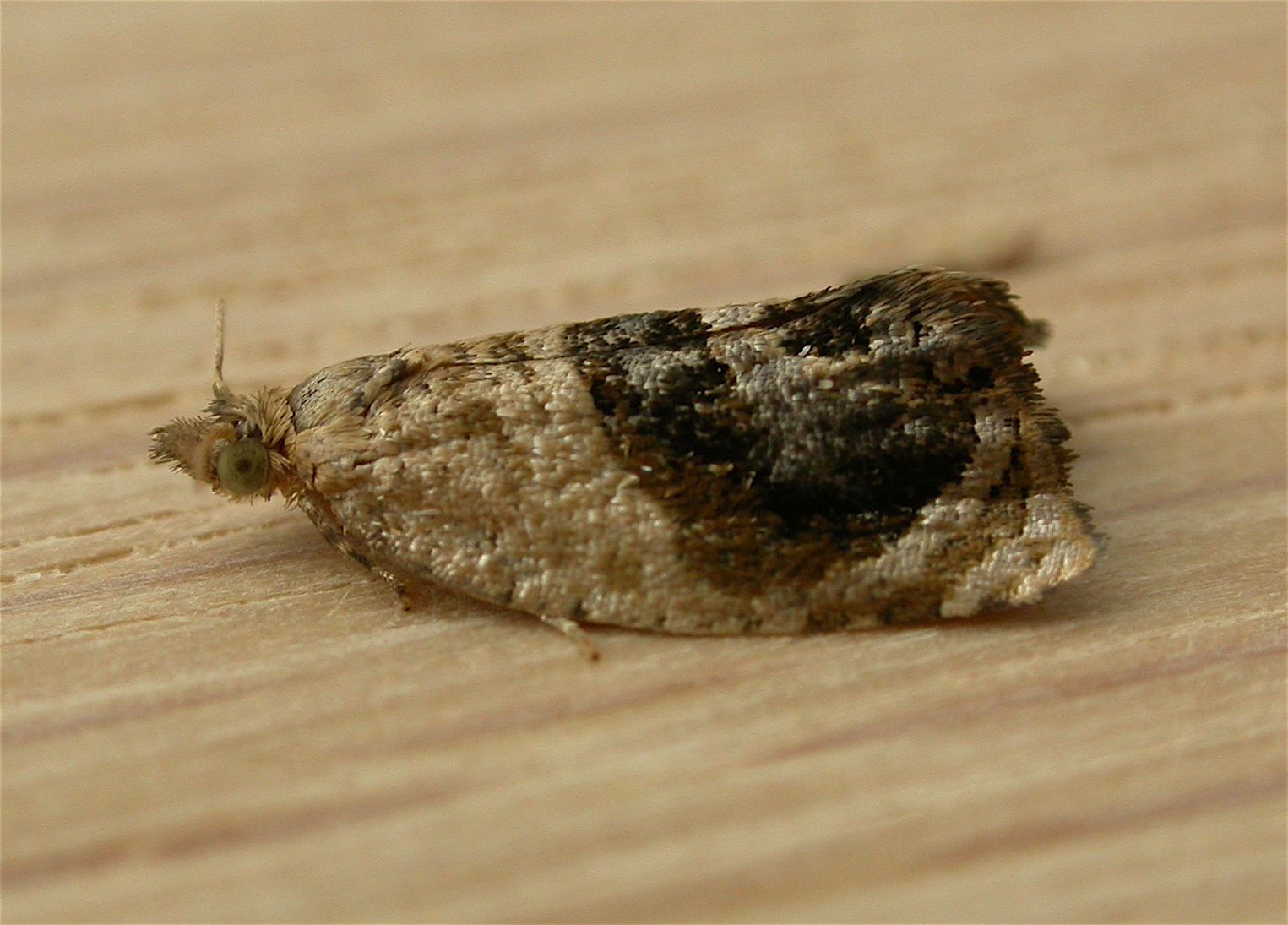